# Знедолені (фільм, 1934)
«Знедолені» (фр. Les Misérables) — трисерійний чорно-білий французький фільм-драма 1934 року, поставлений режисером Реймоном Бернаром за однойменним романом Віктора Гюго з Гаррі Бором у головній ролі.

## Сюжет

### Буря в душі (Une tempête sous un crane)
Каторжник Жан Вальжан (Гаррі Бор), що має багатирську силу, підтримує статую на фасаді мерії Тулона, не даючи їй обвалитися. Ціною цього подвигу він домагається дострокового звільнення та вирушає в Понтальє. У Діні його не пускають ні в один з готелів і нарешті вказують на будинок монсеньйора Мірієля. Єпископ дає йому дах і накриває стіл. Вночі Вальжан краде його срібні столові прилади. Два жандарми повертають його у будинок священика. Мірієль звільняє його і віддає йому два срібні канделябри. У лісі Вальжан зустрічає малого савояра (вуличного музиканта) і краде у нього монету. У Парижі Фантіна на балу у Бомбарда знайомиться із студентом на ім'я Толом'єс.
У 1823 році в Монтреї-сюр-Мер урочисто відкривається Професійна школа, подарована місту його мером, паном Мадленом (Жаном Вальжаном), автором винаходу, що зробив революцію в склодувній справі. Подружжя Тенардьє з Монфермея вимагає у Фантіни грошей для Козетти, яка перебуває в них на правах рабині. На очах у Жавера (Шарль Ванель), який дізнається його багатирську силу, пан Мадлен рятує дядечка Фошлевана, придавленого возом. Фантіну звільняють із заводу Мадлена. Жавер пише листа префектові з доносом на Мадлена―Вальжана. Фантіна відкидає докучання хазяїна квартири. Подружжя Тенардье знову вимагають грошей у Фантіни тоді, як Козетта в мороз ходить за покупками для Тенардьє.
Над Фантиною, що продала своє волосся і зуби, вирішує злісно пожартувати перехожий городянин, що суне їй сніг за пазуху. Вона б'є його, після чого потрапляє під арешт. Марно благає Жавера, плює в обличчя панові Мадлену, вважаючи його винуватцем звільнення. Пан Мадлен звільняє її. У Фантіни починається агонія. Тенардьє отримують за Козетту 300 франків. «Я починаю любити цю крихітку», — говорить пан Тенардьє. Жавер просить у Мадлена відставки за неправдивий донос. Справжній Жан Вальжан нібито спійманий. Фантина з радістю дізнається, що пан Мадлен вирушить за Козеттою. Всю ніч він думає, чи треба йому їхати в Аррас на процес Шанматьє, якого приймають за Жана Вальжана. Фантіна чекає Козетту. Мадлен щодуху мчиться в Аррас. Фантіна молиться за Мадлена. Мадлен з'являється перед судом: завдяки цьому Шанматьє звільняють. Мадлен біля узголів'я Фантіни: вона з жахом бачить, як його заарештовує Жавер, та помирає. Брехня монашки дозволяє Вальжану сховатися.

### Сім'я Тенардьє (Les Thénardier)
Різдво в Монфермеї. Козетта дивиться на велику ляльку у вітрині іграшкової крамниці. Мадам Тенардьє примушує її йти за водою посеред ночі. Вальжан допомагає дівчинці нести відро потім вечеряє в таверні Тенардьє. Йде і повертається з великою лялькою для Козетти. Він «викупляє» дівчинку у Тенардьє.
1832 рік: шістнадцятий день народження Козетти, яка живе з мосьє Фошлеваном (Жаном Вальжаном) і вважає його своїм батьком. Вона робить знаки закоханому в неї Маріюсу, що чекає її на вулиці. Той іде до свого діда, рояліста Жильнормана, з яким посварився за політичними мотивами, і просить дозволу одружуватися на мадемуазель Фошлеван. «Зроби її своєю коханкою», — відповідає старий. Уражений Маріюс розвертається і йде геть. Він живе в жалюгідній халупі, по сусідству з Жондреттами (Тенардьє): у тих в сім'ї дві доньки і маленький син Гаврош. Епоніна закохана в Маріюса. Тенардьє приймають у себе філантропа Фошлевана і його доньку. Фошлеван обіцяє повернутися о сьомій годині з грошима. Тенардьє-Жондретт упізнає в ньому людину, що колись відвела з собою Козетту і готує засідку. Маріюс через перегородку підслуховує його наміри і біжить в Люксембурзький сад попередити Козетту. Для свого злочину Жондретт наймає банду Патрона-Мінетта. Маріюс попереджає Жавера; вони домовляються про умовний сигнал. Жондретт хоче зайняти кімнату у Маріюса, і той несподівано упізнає в ньому людину, що врятувала його батька при Ватерлоо.
Прибуває Фошлеван. Жондретт вимагає у нього 200 000 франків; бандити накидаються на нього. Маріюс не наважується подати сигнал. Фошлеван прикладає до руки розжарену лозину на знак того, що ніщо йому не страшне. Поліція вдирається у будинок і хапає бандитів. Фошлеван вислизає. Інспектор Жавер приходить до нього, але Фошлеван не зізнається, що став жертвою нападу. Він знову втікає. Маріюс дізнається від Козетти, з якою зустрічається в потаємному місці на вулиці Плюме, що вона від'їжджає в Англію з батьком. З'являється Фошлеван і розлучає закоханих. Козетта в сльозах. Удвох з Фошлеваном вони дивляться на колону каторжників, що проходить повз.

### Свобода, люба свобода (Liberté, liberté chérie)
Похоронна процесія генерала Ламарка в передмісті Сент-Антуан провокує повстання проти уряду короля Луї-Філіпп. Град каменів і меблів сиплеться на драгунів і національну гвардію. Козетта турбується за Маріюса, і Вальжан обіцяє розшукати його. Студенти і Гаврош будують барикаду на вулиці Шанврері. Маріюс, знесилівши від туги, дивиться на це байдуже. У пів на одинадцяту гвардійці йдуть в атаку, і починається перестрілка. Старий Мабеф ставить прапор на верхівці барикади і гине під кулями. Бій поновлюється і Маріюс погрожує підірвати барикаду та примушує гвардійців відступити. Жавер, що шпигував серед студентів, викритий і зв'язаний. Гаврош збирає патрони у мерців і гине з піснею на вустах. Тіла старого і хлопчика лежать поруч. Національна гвардія дає залп. Епоніна, яка переодягнулася хлопчиком, щоб дістатися до барикади, помирає на руках у Маріюса. Вона бере з нього обіцянку, що він поцілує її в лоб, коли вона помре. Студенти співають «Марсельєзу» і відмовляються здатися. Вальжан приєднується до них і навіть рятує декількох людей від смерті. Йому доручають стратити Жавера. Замість цього він Жавера відпускає.
Студенти висаджують у повітря барикаду. Ті, що залишилися живими будуть розстріляні. Вальжан відносить на плечах Маріюса, пораненого і без свідомості. Жавер стежить за ним. Вальжан йде по каналізації; Жавер очікує його біля виходу і дозволяє йому віднести пораненого до Жильнормана. Перш ніж здатися Жаверу, Вальжан просить дозволу зайти до себе; Жавер зникає, не в силах заарештувати свого рятівника. Але він не може змиритися з таким злісним невиконанням професійного обов'язку і тому кидається в Сену.
Весільна вечеря Маріюса і Козетти. Вальжана немає на їх святі. Дідусь Жильнорман відкриває бал танцем з нареченою. Вальжан бродить під освітленими вікнами а наступного дня він зізнається Маріюсу, що він — колишній каторжник і саме тому не прийшов на весілля. Він також говорить, що знайомий з Козеттою лише десять років. Він хоче попрощатися з Козеттою, цілує її і непритомніє. Він помирає, передавши їй два срібні канделябри монсеньйора Мірієля.

## У ролях
| • Гаррі Бор       | … | Жан Вальжан / мосьє Мадлен / Шанматьє / Фошлеван |
| • Шарль Ванель    | … | Жавер                                            |
| • Флорель         | … | Фантіна                                          |
| • Шарль Дюллен    | … | Тенардьє                                         |
| • Маргеріт Морено | … | мадам Тенардьє                                   |
| • Еміль Женевуа   | … | Гаврош                                           |
| • Оран Демазі     | … | Епоніна                                          |
| • Жильбер Саварі  | … | Епоніна у дитинстві                              |
| • Жослін Гаель    | … | Козетта                                          |

| • Габі Тріке    | … | Козетта у дитинстві   |
| • Анрі Краусс   | … | монсеньйор Мірієль    |
| • Марта Мелло   | … | мадемуазель Батистіна |
| • Жан Серве     | … | Маріюс                |
| • Макс Дірлі    | … | Жильнорман            |
| • Жорж Молуа    | … | голова суду           |
| • Робер Відален | … | Анжольрас             |
| • Поль Азаїс    | … | Грантер               |
| • Жан д'Ід      | … | директор школи        |

## Знімальна група
- Автор сценарію — Андре Ланг, Реймон Бернар
- Режисер-постановник — Реймон Бернар
- Продюсер — Реймон Бордері
- Оператор — Жуль Крюжер
- Композитор — Артур Онеґґер
- Художник-постановник — Жан Перр'є, Люсьєн Карре
- Художник по костюмах — Поль Колон
- Художник-декоратор — Поль Колон
- Звукорежисер — Антуан Аршамбу

## Історія створення
Реймон Бернар почав знімати «Знедолених» після успіху фільму «Дерев'яні хрести» (1932). Через великий об'єм роману режисер вирішив розбити екранізацію на три серії, які будуть показані як три окремі повнометражні фільми. Це дозволило йому включити у фільм велику кількість сюжетних ліній, персонажів і деталей роману. Автором сценарію Бернар вибрав критика і драматурга Андре Ланга. Музику до фільму написав знаменитий композитор Артур Онеґґер. Оператором режисер вибрав Жюля Крюжера, з яким він вже працював над «Дерев'яними хрестами» і який був оператором фільму Ґанса Абеля «Наполеон». Пристрасть Крюжера до унікального стилю похилої камери під впливом німецького експресіонізму доповнювалося роботою художника-постановника Жана Перр'є, який побудував декорації Парижа XIX століття на відкритому просторі, поряд з містом Антіб.
Режисерові вдалося зібрати прекрасний акторський склад, в якому передусім виділяється виконавець головної ролі Гаррі Бор. Кінокритики відмічають його здатність показати персонажа в постійному процесі перетворення. У міру перетворення Жана Вальжана його душевні муки, таємниці його минулого і батьківська любов до Козетти відкривають нові грані в похмурому образі цієї людини. На роль Епоніни спочатку планувалася Арлетті, а на роль Козетти — Даніель Дар'є, але в результаті ці ролі зіграли Оран Демазі і Жослін Гаель, відповідно
Три серії «Знедолених» демонструвалися в Парижі в трьох різних кінотеатрах — «Парамаунт», «Маріво» і «Маріньян», причому розклад був складений так, щоб глядач за бажання зміг подивитися увесь фільм за день. Глядачі прийняли фільм з ентузіазмом. Але незабаром після цього кінопромисловість Франції була переорієнтована з масштабних проектів на скромніші постановки. Це сприяло виникненню поетичного реалізму в кіно, проте на подальшій долі «Знедолених» позначилося негативно. У травні 1935 року студія «Pathé» повторно випустила фільм, але вже в скороченому до двох з половиною годин варіанті. У 1944 році вийшла довша двосерійна версія, пізніше Раймон Бернар відновив фільм до 204 хвилин. Тільки у 1970-і роки режисер відновив «Знедолених» у майже повному варіанті, за винятком деяких сцен, які не підлягали відновленню.
У 2012 році студія «Пате» виконала цифрову реставрацію фільму у 4К.

## Нагороди та номінації
| Список нагород та номінацій       | Список нагород та номінацій | Список нагород та номінацій | Список нагород та номінацій | Список нагород та номінацій | Список нагород та номінацій |
| Кінопремія                        | Рік                         | Категорія                   | Номінант(и)                 | Результат                   |                             |
| --------------------------------- | --------------------------- | --------------------------- | --------------------------- | --------------------------- | --------------------------- |
| Національна рада кінокритиків США | 1935                        | ТОП-10 фільмів              | Знедолені                   | Перемога                    |                             |